# Juan José Carbajal Victorica
Juan José Carbajal Victorica (Montevideo, 8 de juliol de 1897 – ibídem, 30 de maig de 1962) va ser un periodista, jurista i polític uruguaià pertanyent al Partit Colorado.

## Biografia
Nascut a Montevideo, la capital de l'Uruguai, Carbajal va ser ministre de l'Interior entre els anys 1944 i 1947. També va ocupar el càrrec de ministre d'Educació i Cultura de l'Uruguai, de diputat pel departament de Montevideo, i d'ambaixador de l'Uruguai a l'ONU.
El 4 de desembre de 1958 va ser nomenat per ocupar un càrrec a l'Acadèmia Nacional de Lletres de l'Uruguai.
Va morir el 30 de maig de 1962 als 64 anys.